# Victor Dourlen
Victor Charles Paul Dourlen (3. listopadu 1780 Dunkerque – 8. ledna 1864 Paříž) byl francouzský hudební skladatel.

## Život a kariéra
V roce 1799 vstoupil na Conservatoire de Paris. Jeho učiteli byli François-Joseph Gossec a François Adrien Boieldieu. V roce 1800 začal vyučovat zpěv. Účastnil se Prix de Rome v roce 1805 a vyhrál první cenu s kantátou Cupidon pleurant Psyché. Byl jmenován profesorem harmonie ve věku 32 let a tuto funkci zastával do roku 1842. Mezi umělce, které Dourlen ovlivnil patří Ambroise Thomas, François Bazin, Henri Herz, Antoine François Marmontel a Besozzi.
Dourlen se zabýval i hudební teorií; za významná se považují díla Traité d’harmonie (1838), Traité d’accompagnement pratique (1834) a Méthode élémentaire pour le piano-forte.

## Skladby
- Philoclès (1806)
- Linée ou la Mine de Suède (1808)
- La Dupe de son art (1809)
- Cagliostro ou les Illuminés (1810)
- Plus heureux que sage (1816)
- Le Frère Philippe (1818)
- Marini ou le Muet de Venise (1819)
- La Vente après décès (1821)
- Le Petit Souper (1822)